# 末罗瑜
末羅瑜（Melayu）或末羅遊为古代（大约4世纪－13世纪）苏门答腊岛上一个信奉婆羅門教的古国（现改为占碑），后来末罗瑜被苏门答腊岛上的三佛齐所并吞。 唐代以后又出现了木剌由、麻里予兒、巫来由、無来由等，这些地名都指向同一个末羅瑜。清代的著述把马来亚（Malaya）翻译为“无来由”或“巫来由”。马来西亚的马来人一向自称“巫来由人”（Orang Melayu）。

## 巫来由河
在占碑和巨港之间，有一条巫来由河（Sungei Melayu），根据瑞典咸爵士（Frank Swettenham）而论，这河的名称可能就是经过或由印度泰米尔语的“马来亚”（Malaiyur）移去的“马来人”所定的，占碑之先有“巫来由”（Tanah Melayu）其名，可能就是脱胎自该河的名称，因为以河名为居住地命正是一般民族的传统习性。

### 巫来由移居马来半岛
在1023年间，三佛齊遭到印度注辇国（Chola）军队袭击，都城被攻陷。当注辇国王返回印度之後，室利佛逝遂趁机复兴而转以“巫来由”为都城。在13世纪，室利佛逝王又被来自爪哇的满者伯夷（Majapahit）国所灭，巫来由王子拜里米苏拉被逼逃亡而最终建国于马六甲。“马来王朝”（马六甲王朝）强盛时期，巫来由人趁势向马来半岛涌进，他们离乡背井之後殊少与巫来由地方发生联系，逐渐地脱离了与“巫来由”地方的关系，而终以半岛为故乡。

## 古书提及
公元672年间，到过马来群岛讲经的唐僧义净在其《大唐西域求法高僧传》和《南海寄归内法传》作“末罗遊”。昔为苏门答剌岛国名，后为全岛之称，最后为南海部落之号，马来半岛即因此部落徙居而得名。
四事供養。五對呈心。見從大唐天子處來倍加欽上。後乘王舶經十五日達末羅瑜洲。又十五日到羯荼國。至冬末轉舶西行。經三十日到那伽缽亶那。從此泛海二日到師子洲。 
元史列传第九十七  外夷三
赐来使素金符佩之，使急追诏使同往。以暹人与麻里予兒旧相仇杀，至是皆归顺，有旨谕暹人“勿伤麻里予兒，以践尔言”
谢清高的《海录》被誉为中国的《马可波罗游记》中称马来亚为“无来由”。冯承钧《海录注（宋卡条）》中为“无来由”作注云：无来由乃 Malayu之对音。
晚清李锺钰的《新嘉坡风土记》中提到：
巫来由人，通谓之土人，有书作“穆拉油”者。闽广人读无为莫之去声，故巫亦读“穆”。巫来由柔佛国王都城，在（新嘉）坡北岸，一衣带水，相望可接。坡中有行宫，时往来其间。其民在坡者，皆贫无生计，西人役以工作，几若牛马。华人亦有用之服役者。土人所操巫来由语，通行南洋各岛，华人久居坡中，及在坡生长者，无不习之。又多习英语。同侪往来，时而巫来由语，时而英语，时而闽广土语。他省初到人，往往对之如木偶。